# Svartlöga
Svartlöga är en ö i Blidö socken, Norrtälje kommun, i Stockholms ytterskärgård.
Svartlöga är en låglänt ö, som högst når den 12 meter över havet. Huvudön med tillhörande skärgård omfattar 385 hektar. Farvattnen runt ön är mycket grunda och svårnavigerade på grund av hundratals grynnor och småskär.
Svartlöga är enligt Länsstyrelsen i Stockholms län ett riksintresse för såväl naturvård, kulturminnesvård som friluftsliv. Svartlögas sjöviste med ett flertal timrade bodar är ett av skärgårdens bäst bevarade i sitt slag liksom den gamla byn.
I byn, med sina gamla sjöbodar, fanns fram till mitten av 1990-talet världens minsta posthus, vilket numera är en sommaröppen kiosk. Här finns ett kapell från 1916, och strax väster om bybebyggelsen det 5 hektar stora privatägda Arboretum Lassas Hagar, grundat 1980.
Svartlöga har aldrig blivit anslutet till elförsörjning från fastlandet, och är sedan år 2019 inte längre ansluten till det fasta telenätet.
Ön trafikeras under sommaren dagligen av Waxholmsbolaget, och ångbåtsbryggan ligger på öns norra sida ungefär en kilometer från byn. Under vinterhalvåret trafikeras Svartlöga veckovis från Furusund av Norra Skärgårdstrafiken så länge isen brister. Viss svävartrafik förekommer vid kraftig isläggning.

## Historia
Regelbundna besök av fiskare och jägare möjliggjorde i slutet av 1400-talet en första fast bosättning, och under 1600-talet fanns det fyra små gårdar på ön. Svartlöga var en av de få öarna i Roslagen som klarade sig från Rysshärjningarna 1719, i slutfasen av det Stora nordiska kriget. Enligt traditionen för att de besköt de ryska soldaterna som skulle landstiga. Vid mitten av 1800-talet fanns det på ön ett 50-tal kor och omkring 10 hästar, och vid sekelskiftet 1900 var stora delar av ön slåtteräng eller åker. De sista djuren försvann från ön på 1960-talet.
Fisket var den främsta näringen, och fram till 1928 gav sig Svartlögaborna varje år ut på utskärsfiske vid Horsten. Svartlögaborna var framstående båtbyggare. Som mest fanns även åtta skutor för fraktfart, i många fall för transport av mursand och sandsten från Svartlöga till byggen i Stockholm. År 1929 öppnades ett pensionat på Svartlöga. Gästerna inhystes i flera av husen i Svartlögas by. En byggnad som vid sekelskiftet byggts av punschfabrikören Cederlund inköptes 1942 till ny huvudbyggnad. Han hade kallat byggnade "Jössebo", eftersom han ville ha huset till harjakter. Pensionatet hade upp till 100 gäster. Verksamheten lades dock ner 1956 sedan lönsamheten minskat, men fastigheten blev därefter fortsatt känd som "Panget", en kortform av "Pensionatet".
Vid mitten av 1960-talet försvann de sista fastboende på ön, men det tillkom fastboende i början av 2000-talet och 2018 fanns det 7 bofasta på ön

## Bilder

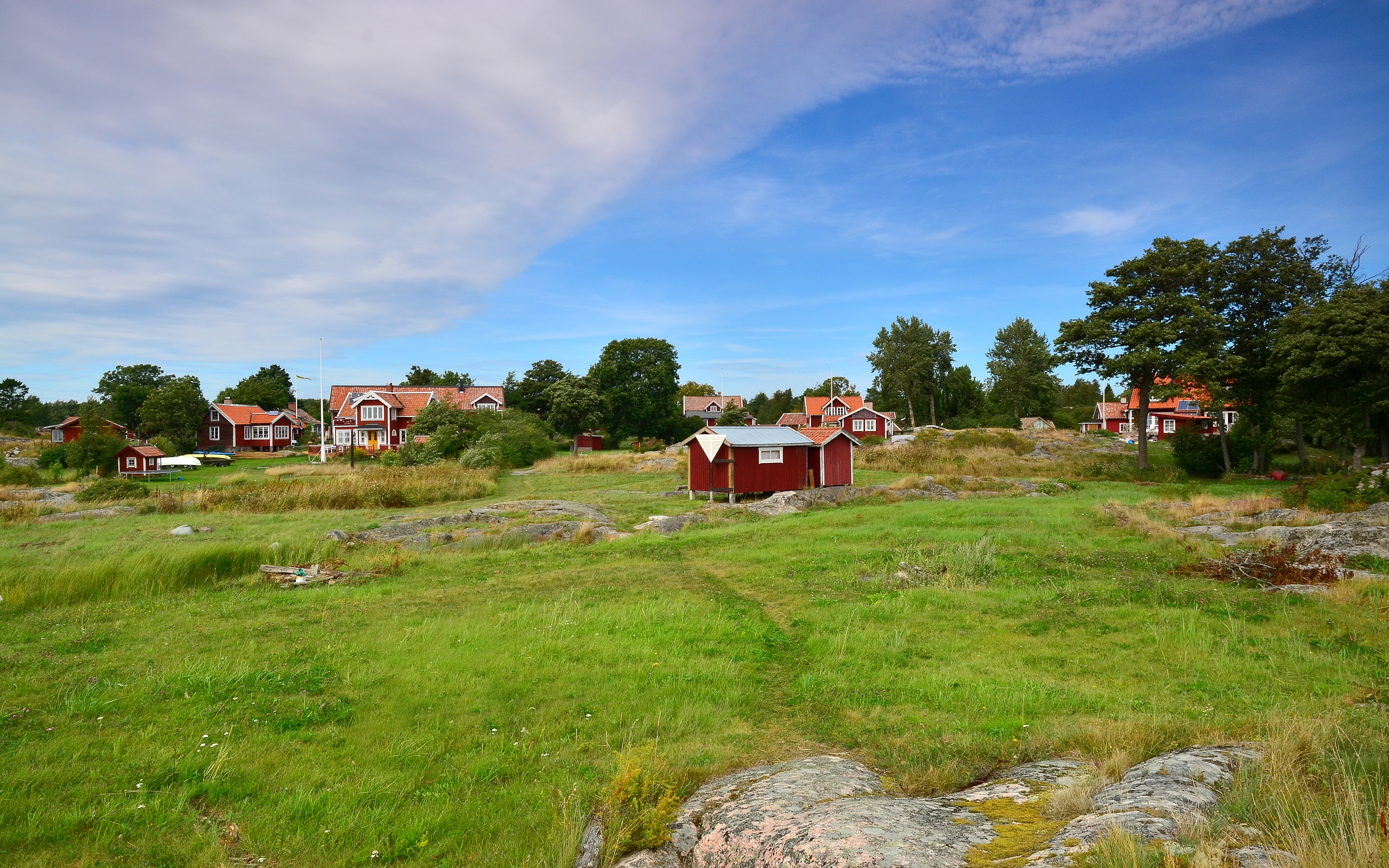
Svartlöga by ligger vid en vik på den sydöstra delen av ön. Det som nu är en äng har tidigare varit den inre delen av byhamnen.
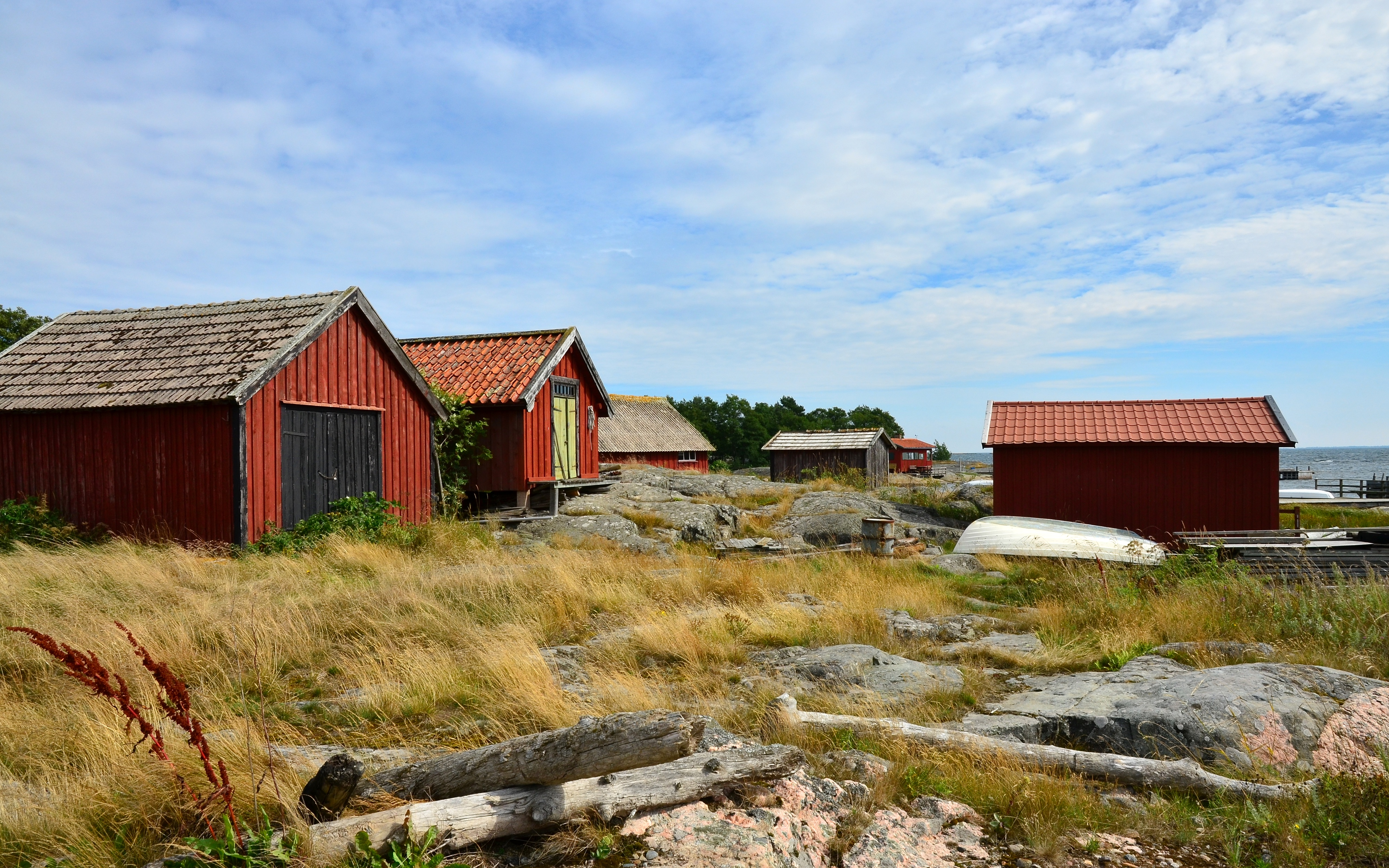
Typisk skärgårdsmiljö med sjöbodar.
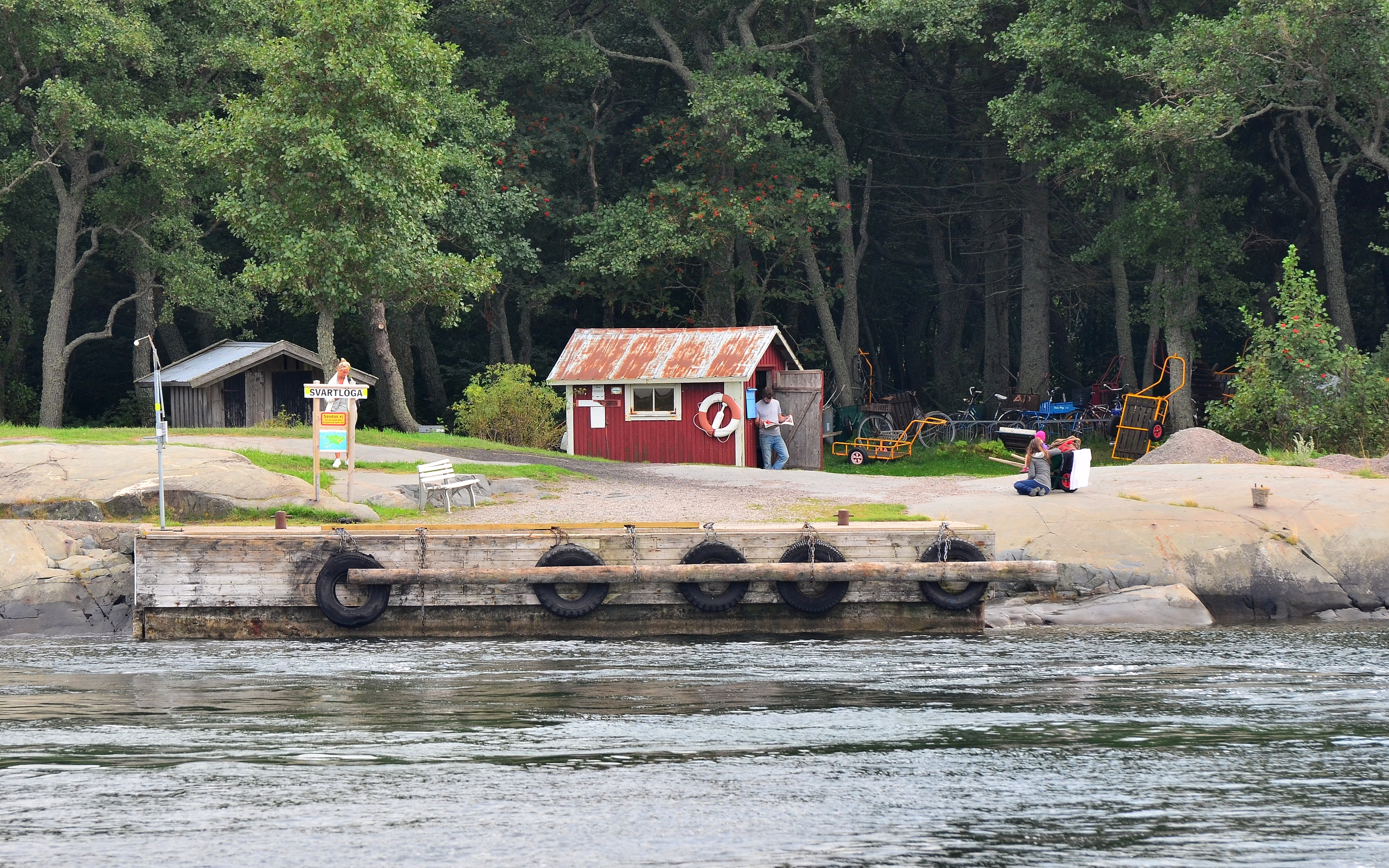
Svartlöga är omgivet av grunda och stenfyllda vatten. Det enda ställe där större fartyg kan anlöpa är vid ångbåtsbryggan på Stora Rönnskärets norra sida.